# Beaver Mines
Beaver Mines est un hameau (hamlet) de Pincher Creek No 9, situé dans la province canadienne d'Alberta.

## Démographie
En tant que localité désignée dans le recensement de 2011, Beaver Mines a une population de 80 habitants dans 34 de ses 55 logements, soit une variation de 12.7% avec la population de 2006. Avec une superficie de 0,680 6 km2, le hameau possède une densité de population de 117,543 3 hab/km2 en 2011.
Concernant le recensement de 2006, Beaver Mines abritait 71 habitants dans 33 de ses 53 logements. Avec une superficie de 0,680 6 km2, le hameau possédait une densité de population de 104,3 hab/km2 en 2006.